# Faunis ikonion
Faunis ikonion är en fjärilsart som beskrevs av Hans Fruhstorfer 1911. Faunis ikonion ingår i släktet Faunis och familjen praktfjärilar. Inga underarter finns listade i Catalogue of Life.